# Ladabhir (Mahendra)
Ladabhir (Mahendra) – gaun wikas samiti w środkowej części Nepalu  w strefie Dźanakpur w dystrykcie Sindhuli. Według nepalskiego spisu powszechnego z 2001 roku liczył on 1388 gospodarstw domowych i 7382 mieszkańców (3706 kobiet i 3676 mężczyzn).